# Morten Nielsen (football, 1971)
Pour les articles homonymes, voir Morten Nielsen.
Morten Nielsen (né le 14 avril 1971 à Kalundborg) était un footballeur danois. Il évoluait au poste de défenseur.

## Carrière
- 1991-1994 : Lyngby BK -  Danemark
- 1994-1998 : FC Copenhague -  Danemark
- 1998-2000 : RC Strasbourg -  France
- 2000-2002 : EA Guingamp -  France
- 2002-2003 : Kalundborg -  Danemark